# 佩德里尼亚斯保利斯塔
佩德里尼亚斯保利斯塔是巴西圣保罗州的一个市镇。总面积152.173平方公里，总人口2834人，人口密度18.6人/平方公里。